# Cuevas de Antzoriz

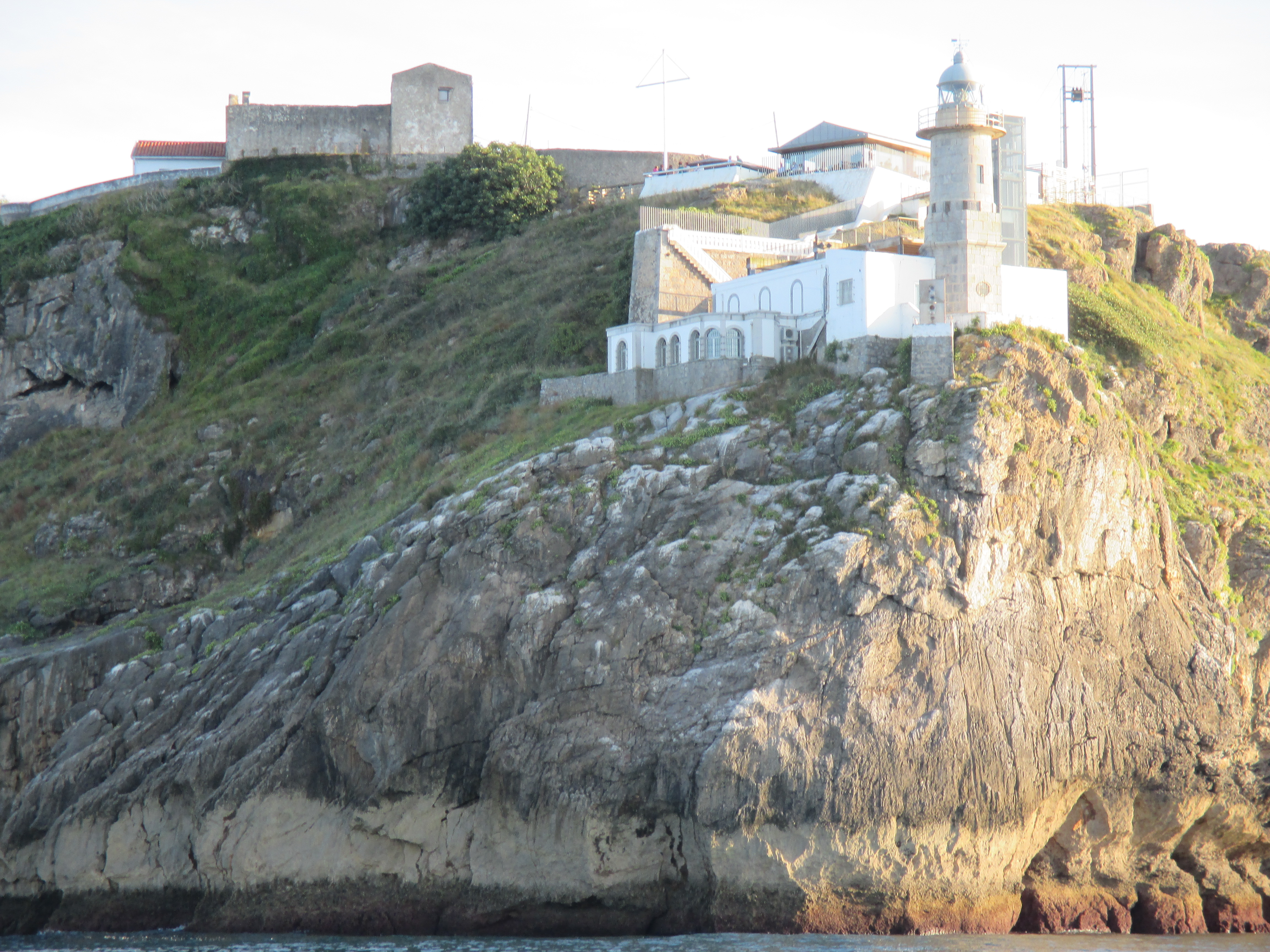
Cabo de Antzoriz; a la izquierda se divisan las cavidades Antzoriz II y IV.

Las cuevas de Antzoriz se encuentran en el municipio de Lequeitio (Vizcaya, País Vasco, España), en el cabo del mismo nombre, en las inmediaciones de la ermita de Santa Catalina. En una de estas cuevas se hall el yacimiento arqueológico de Santa Catalina.

## Situación
El cabo Antzoriz se encuentra en los precipicios que desde el monte Otoio se abren hacia el mar. Está situado a 1,5 kilómetros al norte del casco urbano de Lequeitio, y en él se hallan la ermita y el faro de Santa Catalina, así como las cuevas de Antzoriz.

## Geología
El término municipal de Lequeitio se sitúa en la zona noreste del Anticlinorio norte de Vizcaya. En el cabo Antzoriz afloran materiales carbonatados del Bajo Cretácico, lo que está directamente relacionado con su alta karstificación. Las cavidades del cabo Antzoriz se abren a favor de las estratificaciones de la roca caliza paraarrecifal urgoniana.

## Caracterización de las cavidades
En el cabo Antzoriz existen al menos ocho cuevas, que han recibido diferentes denominaciones a lo largo de los años. Las referencias que se exponen a continuación provienen del catálogo de la Asociación Espeleológica ADES de Guernica y Luno.

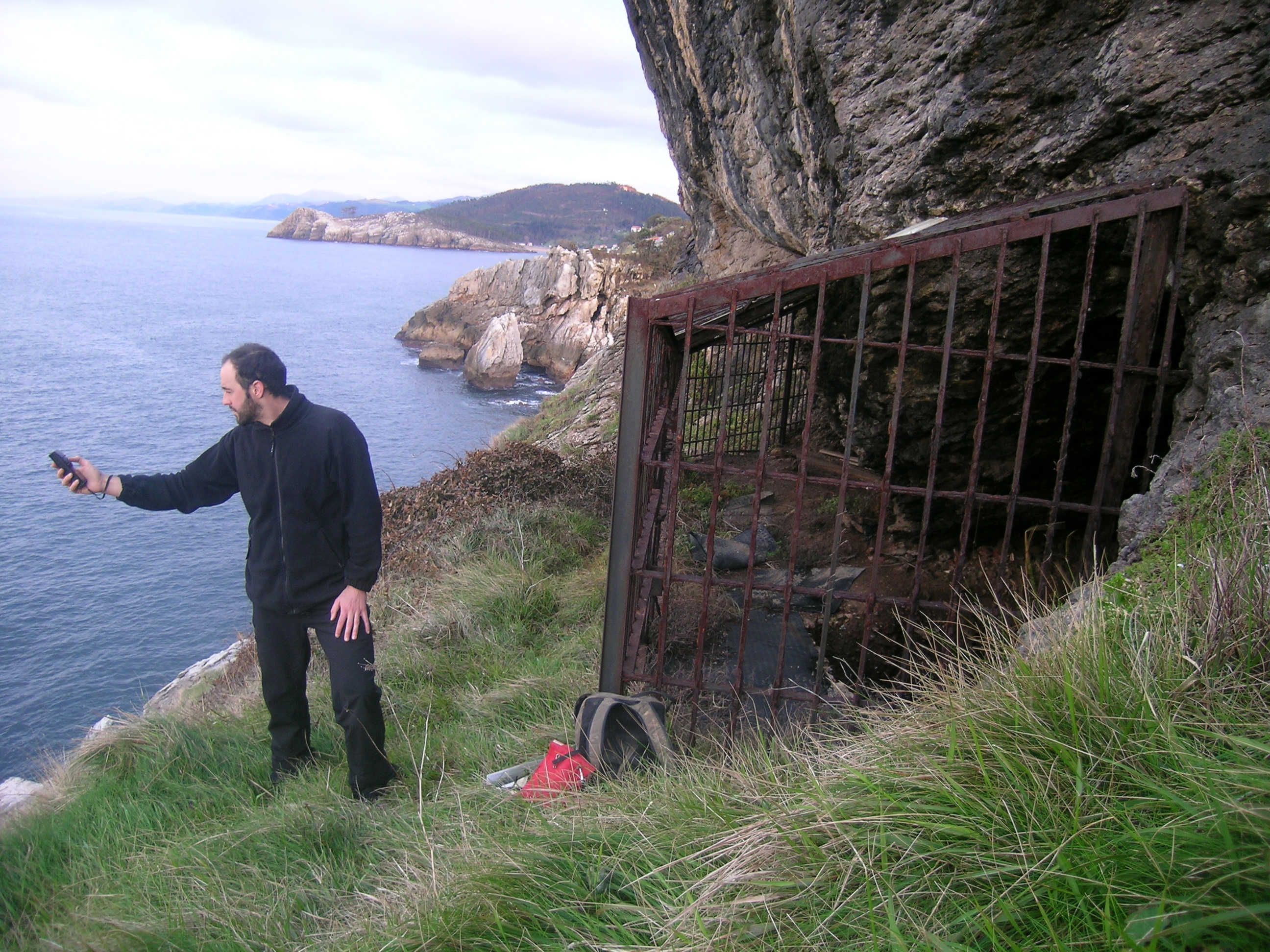
Entrada de la cueva Antzoriz I / Santa Catalina en 2007.

### Antzoriz I / Santa Catalina
- Denominaciones: N.324 Santa Catalina I (GEV[4]); N.4 Santa Catalina I (Inst. Tecnológico GeoMinero[2]); IS-008 Antzoriz I / Santa Catalina (ADES[5]).
- Descripción: con una espeleometría de 130 m horizontales, su eje principal se desarrolla en dirección E-O, con fracturas transversales N-S.
- Historia: la cueva contiene el yacimiento arqueológico de Santa Catalina, con restos que datan del Magdaleniense y Aziliense (hace 10.000-15.000 años), y que constituye, entre otras cosas, el más antiguo testimonio de la pesca en Europa. Este yacimiento fue localizado por José Miguel Barandiaran en 1964 y fue excavado entre los años 1982 y 2000.[1]

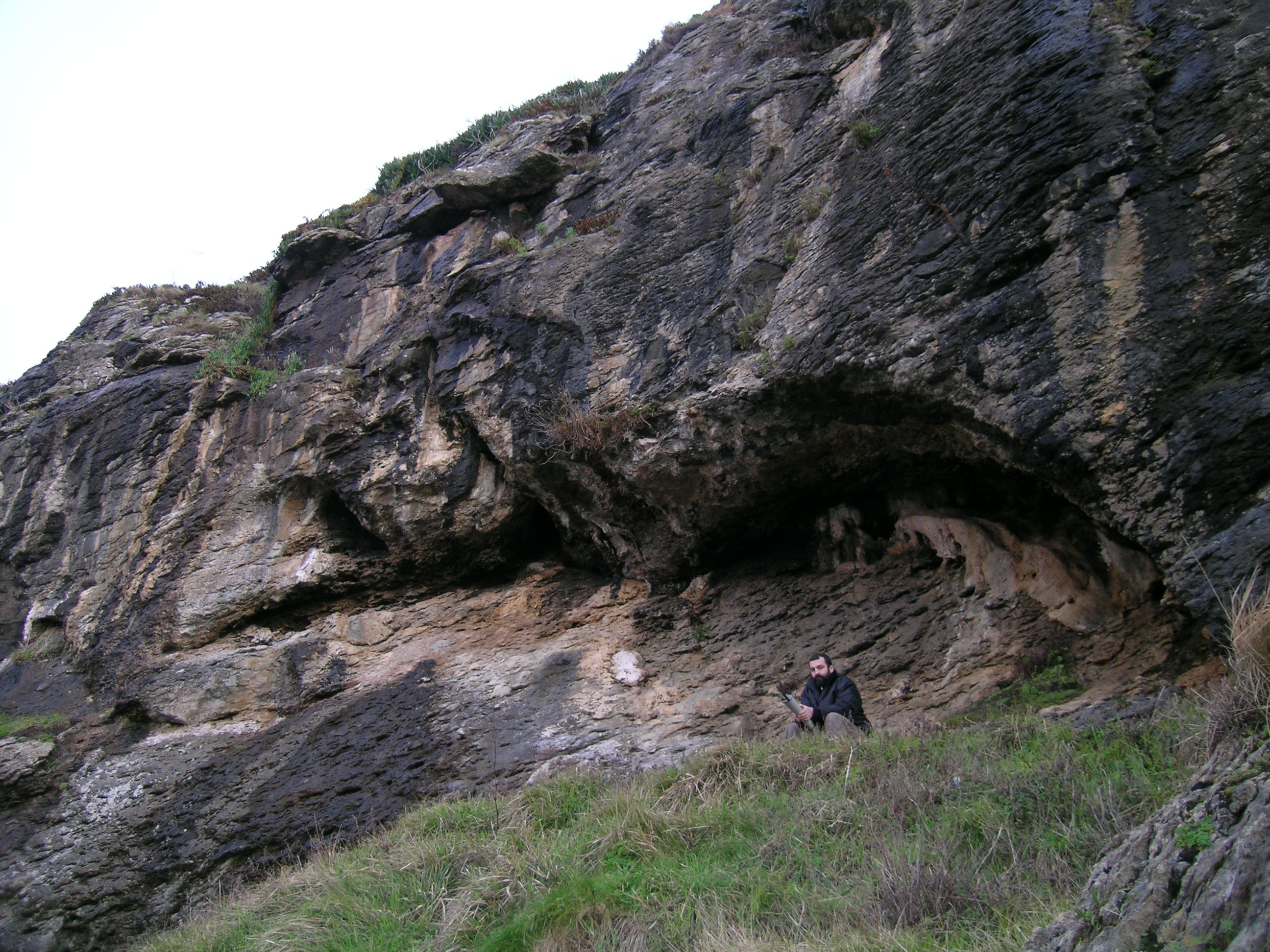
Exterior de la cueva Antzoriz II.

### Antzoriz II
- Denominaciones: N.3 Santa Catalina IV (Inst. Tecnológico GeoMinero[2]); IS-009 Antzoriz II (ADES[5]).
- Descripción: con una espeleometría de 33 metros horizontales, la galería principal se desarrolla de norte a sureste; por un lado, presenta cuatro salidas a un escarpe exterior y, por el otro, pequeñas fisuras sin gran desarrollo que penetran hacia el interior de la montaña.
- Historia: la cueva es conocida desde antaño, aunque la primera referencia de su exploración data de 1988;[2] en 2015 el ADES reexploró la cueva, levantando una nueva topografía con equipamiento de precisión.[5]

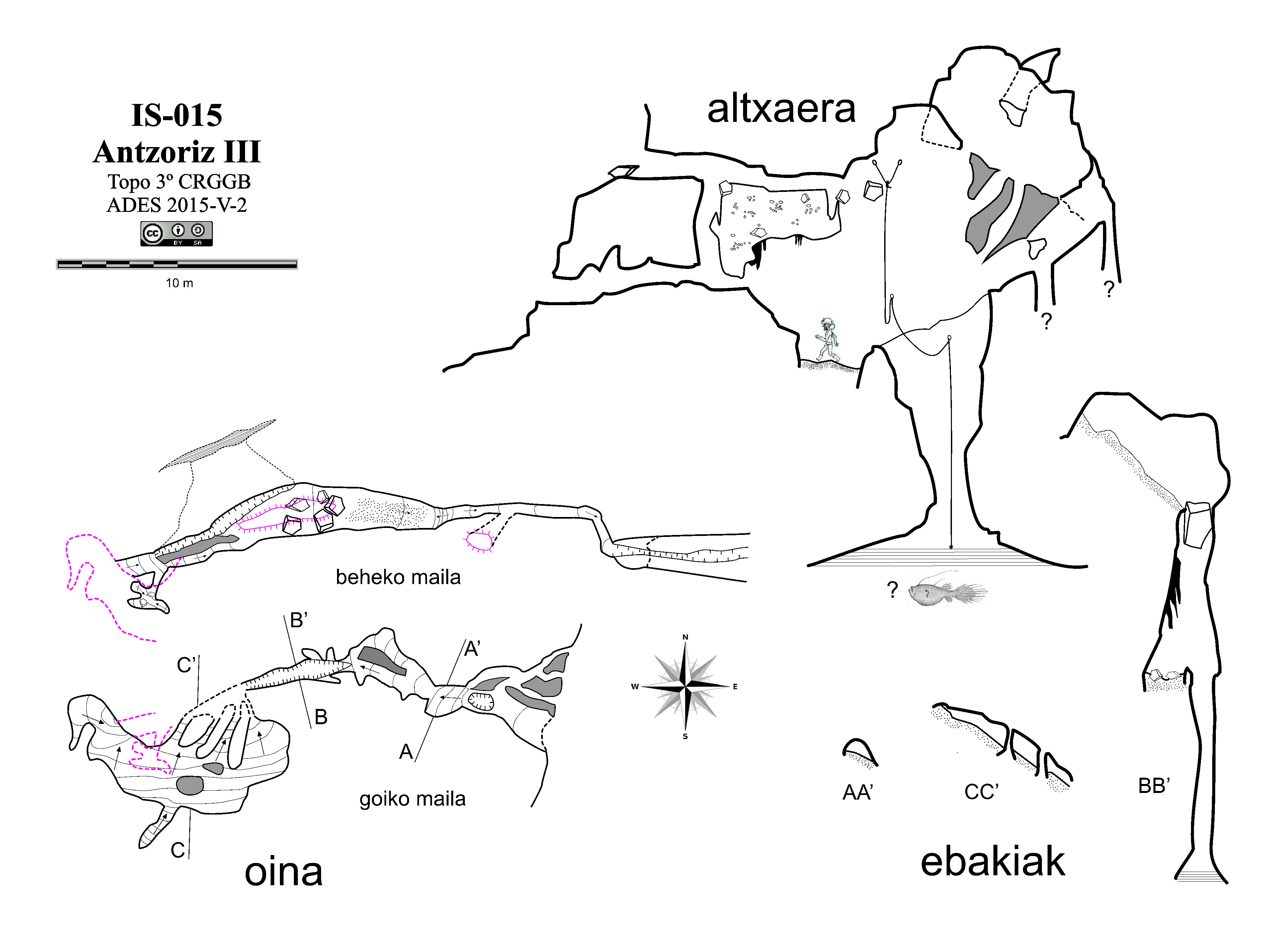
Topografía de Antzoriz III.

### Antzoriz III
- Denominación: IS-015 Antzoriz III (ADES).
- Descripción: se trata de una galería meandriforme de 91 metros de desarrollo horizontal y 20 metros de altura, transitable a distintos niveles mediante técnicas de progresión vertical, y que comunica con el mar.
- Historia: el ADES la catalogó en 2007, y se exploró y topografió completamente en 2015.[5]

### Antzoriz IV
- Denominación: IS-016 Antzoriz IV (ADES).
- Descripción: se trata de una sima de 15 metros de profundidad y 17 de desarrollo horizontal, que se comunica con el mar y atraviesa el cabo Antzoriz de parte a parte, por debajo del faro.
- Historia: el ADES la catalogó en 2007, y se exploró y topografió en 2015.[5]

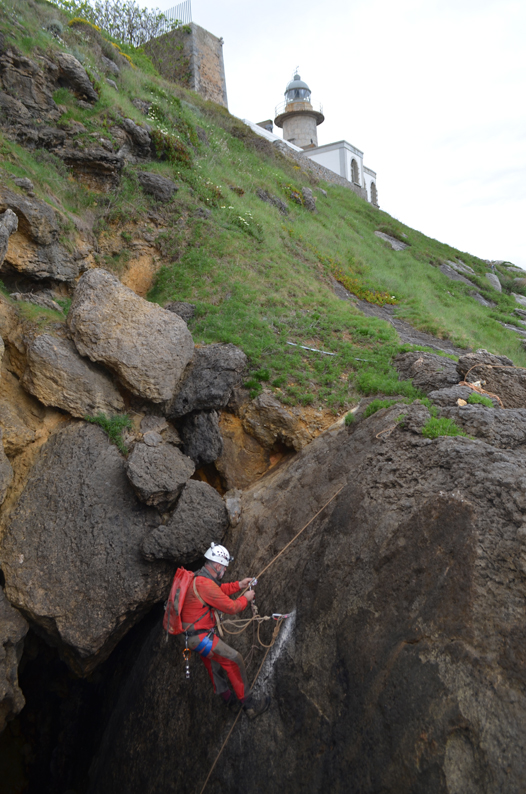
Descenso a la sima Antzoriz IV.

### Antzoriz V
- Denominación: IS-114 Antzoriz V (ADES).
- Descripción: pequeña cavidad horizontal de 3 metros de desarrollo.
- Historia: catalogada y explorada por el ADES en 2018.[6]

### Antzoriz VI
- Denominación: IS-115 Antzoriz VI (ADES).
- Descripción: cavidad ascendente, pendiente de exploración.
- Historia: catalogada por el ADES en 2018.[6]

### Cavidades de ubicación desconocida
Las siguientes cuevas están catalogadas, pero actualmente se desconoce su ubicación exacta: 
- Denominación: N.1 Santa Catalina III (Inst. Tecnológico GeoMinero[2]).
- Denominación: N.885 Santa Catalina II (GEV[4]); N.2 Santa Catalina II (Inst. Tecnológico GeoMinero[2]).